# نوآ بیری
نوا بیری، سینیور (انگلیسی: Noah Beery, Sr.؛ ‏ ۱۷ ژانویهٔ ۱۸۸۲ – ۱ آوریل ۱۹۴۶) هنرپیشه اهل ایالات متحده آمریکا بود. وی بین سال‌های ۱۸۹۸ تا ۱۹۴۵ میلادی فعالیت می‌کرد.

## گزیده فیلم‌شناسی
از فیلم‌ها یا برنامه‌های تلویزیونی که وی در آن نقش داشته‌است، می‌توان به آثار زیر اشاره کرد:
- قربانی (فیلم ۱۹۱۷) (۱۹۱۷)
- گروگان (فیلم ۱۹۱۷) (۱۹۱۷)
- بز (فیلم ۱۹۱۸) (۱۹۱۸) (در عنوان‌بندی نیامده)
- لوئیزیانا (فیلم) (۱۹۱۹)
- گرگ دریا (فیلم ۱۹۲۰) (۱۹۲۰)
- چهارراه‌های نیویورک (۱۹۲۲)
- هالیوود (فیلم ۱۹۲۳) (۱۹۲۳,
- لرد جیم (فیلم ۱۹۲۵) (۱۹۲۵)
- بو ژست (فیلم ۱۹۲۶) (۱۹۲۶)
- پردیس (فیلم ۱۹۲۶) (۱۹۲۶)
- کبوتر (فیلم ۱۹۲۷) (۱۹۲۷)
- کشتی نوح (فیلم ۱۹۲۸) (۱۹۲۸)
- سوابق (فیلم) (۱۹۲۹)
- چهار پر (فیلم ۱۹۲۹) (۱۹۲۹)
- نمایش نمایش‌ها (۱۹۲۹)
- نغمه شعله (۱۹۳۰)
- جاذبه‌های شهر بزرگ (۱۹۳۰)
- اسب شیطان (۱۹۳۲)
- آن زن به او بد کرد (۱۹۳۳)
- تنسی جانسون (۱۹۴۲)